# Dirty Dancing (serial telewizyjny)
Dirty Dancing (1988–1989) – amerykański serial obyczajowy wyprodukowany przez The Steve Tisch Company i Vestron Television. Serial bazuje na filmie Dirty Dancing z 1987 roku.
Światowa premiera serialu odbyła się 29 października 1988 roku na kanale CBS. Ostatni odcinek został wyemitowany 21 stycznia 1989 roku. W Polsce serial nadawany był dawniej na kanale Polsat.

## Opis fabuły
Serial opowiada o romantycznej miłości dwójki młodych ludzi, Johnny'ego i Baby, których połączyła fascynacja tańcem.

## Obsada
- Melora Hardin - Frances "Baby" Kellerman (w filmie Baby ma nazwisko Houseman)
- Patrick Cassidy - Johnny Castle
- Constance Marie - Penny Rivera (w filmie Penny ma nazwisko Johnson)
- McLean Stevenson - Max Kellerman
- Charlie Stratton - Neil Mumford (w filmie Neil ma nazwisko Kellerman)
- Paul Feig - Norman Bryant
- John Wesley - Sweets Walker
- Adam S. Bristol - Wallace Kahn
- Mandy Ingber - Robin, kuzynka Baby (w napisach: Amanda Ingber)

## Spis odcinków
| N/o            | Tytuł angielski            |
| -------------- | -------------------------- |
|                |                            |
| SERIA PIERWSZA |                            |
|                |                            |
| 01             | Baby, It's You             |
|                |                            |
| 02             | Heat Wave                  |
|                |                            |
| 03             | Save the Last Dance for Me |
|                |                            |
| 04             | Walk Like a Man            |
|                |                            |
| 05             | Breaking Up Is Hard to Do  |
|                |                            |
| 06             | Poetry in Motion           |
|                |                            |
| 07             | Book of Love               |
|                |                            |
| 08             | Turn Me Loose              |
|                |                            |
| 09             | Our Day Will Come          |
|                |                            |
| 10             | Hit the Road               |
|                |                            |
| 11             | Don't Make Me Over         |
|                |                            |